# じゃじゃ馬ならし (1967年の映画)
『じゃじゃ馬ならし』（じゃじゃうまならし、英原題：The Taming of the Shrew、伊原題：La Bisbetica domata）は、1967年のアメリカ・イタリアのロマンティック・コメディ映画。監督はフランコ・ゼフィレッリ、出演はエリザベス・テイラーとリチャード・バートンなど。ウィリアム・シェイクスピアの同名戯曲を原作としている。

## キャスト
※括弧内は日本語吹替（テレビ放送版）
- カタリーナ: エリザベス・テイラー（駒塚由衣）
- ペトルーキオー: リチャード・バートン（磯部勉）
- グルミオー: シリル・キューザック（池田勝）
- ルーセンショー: マイケル・ヨーク（鈴置洋孝）
- バプティスタ: マイケル・ホーダーン（富田耕生）
- ビアンカ: ナターシャ・パイン（英語版）（井上喜久子）
- トラニオー: アルフレッド・リンチ（英語版）（納谷六朗）
- ホーテンショー: ビクター・スピネッティ（英語版）（富山敬）
- グレミオー: アラン・ウェッブ（英語版）（北村弘一）
- ヴィンセンショー: マーク・ディグナム（英語版）（加藤精三）
- ビオンデロー: ロイ・ホールダー（英語版）（菊地英博）

その他の日本語吹替
太田淑子、石森達幸、島香裕、増岡弘、竹口安芸子

## 評価
第40回アカデミー賞において美術賞と衣裳デザイン賞にノミネートされた（受賞はならず）。